# 聖バルバラ教会 (カイロ)
聖バルバラ教会（せいバルバラきょうかい、アラビア語: كنيسة بربارة、英語: St. Barbara Church, Church of St. Barbara〈Sitt Barbara〉コプト語: ϯⲉⲕⲕⲗⲏⲥⲓⲁ ⲛⲧⲉ ϯⲁⲅⲓⲁ ⲃⲁⲣⲃⲁⲣⲁ）は、カイロのコプト地区（英: Coptic Cairo）にある多くのコプト正教会の教会堂の1つである。バビロン要塞の東側、コプト博物館の北にあるアブ・セルガ教会（聖セルギウスとバッカス教会）の東側に位置する。歴史ある重要な教会であり、4世紀末-5世紀初頭にまでさかのぼる。

## 歴史
聖バルバラ教会は、かつて聖キュロス（アブ・キール、Abu Kir〈Aba Qir, Apa Kir〉)または聖キュロスと聖ヨハネ（アブ・キールとヨハンナ〈Yohanna〉）に捧げられた教会であった。今日、教会に近い北東（北）の一角に、2人の聖人に捧げる小教会（英: Sts. Abakeer and Yoohanaa）がある。
教会の建設については、ウマイヤ朝のエジプト総督（アミール）アブド・アル＝アズィーズ・イブン・マルワーン（在位685-705年）の書記官（スクライブ）であったエデッサのアタナシウス（英: Athanasius of Edessa）が知られる。
10世紀に教会はなくなったが、11世紀の1072年頃、ファーティマ朝の時代の教役者であった Yoohanaa al-Abah が、カリフより教会の建設許可を得ると、聖セルギウス（アブ・セルガ）教会とともに、かつての聖キュロスとヨハネの教会跡を利用して、聖バルバラ教会を再構築した。この教会に聖バルバラの聖遺物が納められていたことは、13世紀の史料（コプトのシナクサリオン（シナクサール〈聖人暦〉）の写本）に記録されている。また、13世紀以降、西洋の巡礼者の報告も認められ、当時よりオールド・カイロにおける重要な教会の1つであったとされる。

## 構成

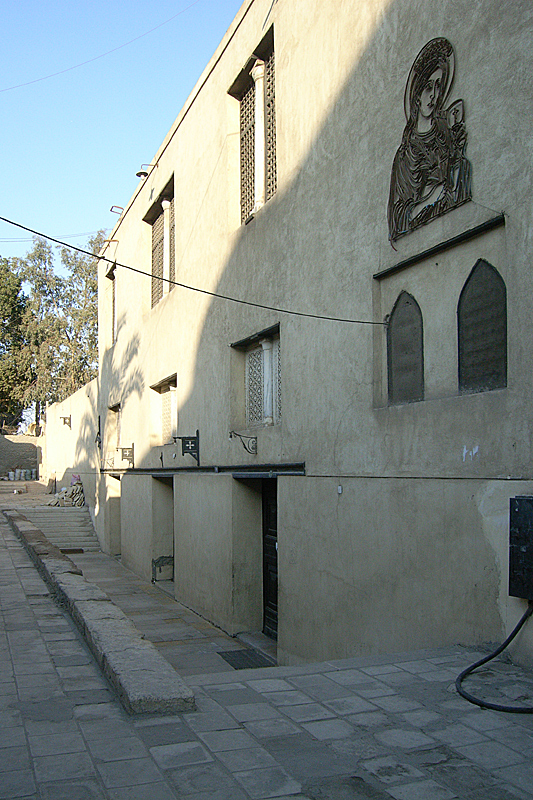
聖バルバラ教会外部（2007年）

教会の外観においては、他の歴史的なコプト教会と同じく特に目立つことはなく、周囲の景観と融合している。教会堂は、長径 26メートル (85 ft) 、幅 14.5メートル (48 ft) 、高さ 15メートル (49 ft) である。バシリカ様式で、2列の柱で仕切られた側廊により3列の身廊を備え、構造がアブ・セルガ教会とよく似ることから「双子の教会」「姉妹の教会」ともいわれる。そのアブ・セルガ教会と同様に、再建されたコプト建築要素が残存するとともに、木製のイコノスタシスが身廊に構築されている。20世紀初頭には広範囲な修繕が施されて、祭壇の拡張に伴い身廊前面のクワイヤ（英: choir〈‘chorus’〉) が取り除かれた。
歴史的遺産として、修復中に発見された5世紀にさかのぼる扉板のほか、北側にあったファーティマ朝の時代の木製のイコノスタシス、それに聖書を入れる15世紀の銀の小箱（英: caskets）、聖バルバラに関する古いイコンなど、貴重な構成要素および遺物が多く認められ、それらは聖バルバラ教会からコプト博物館に移管されている。